# 国际足联金球奖

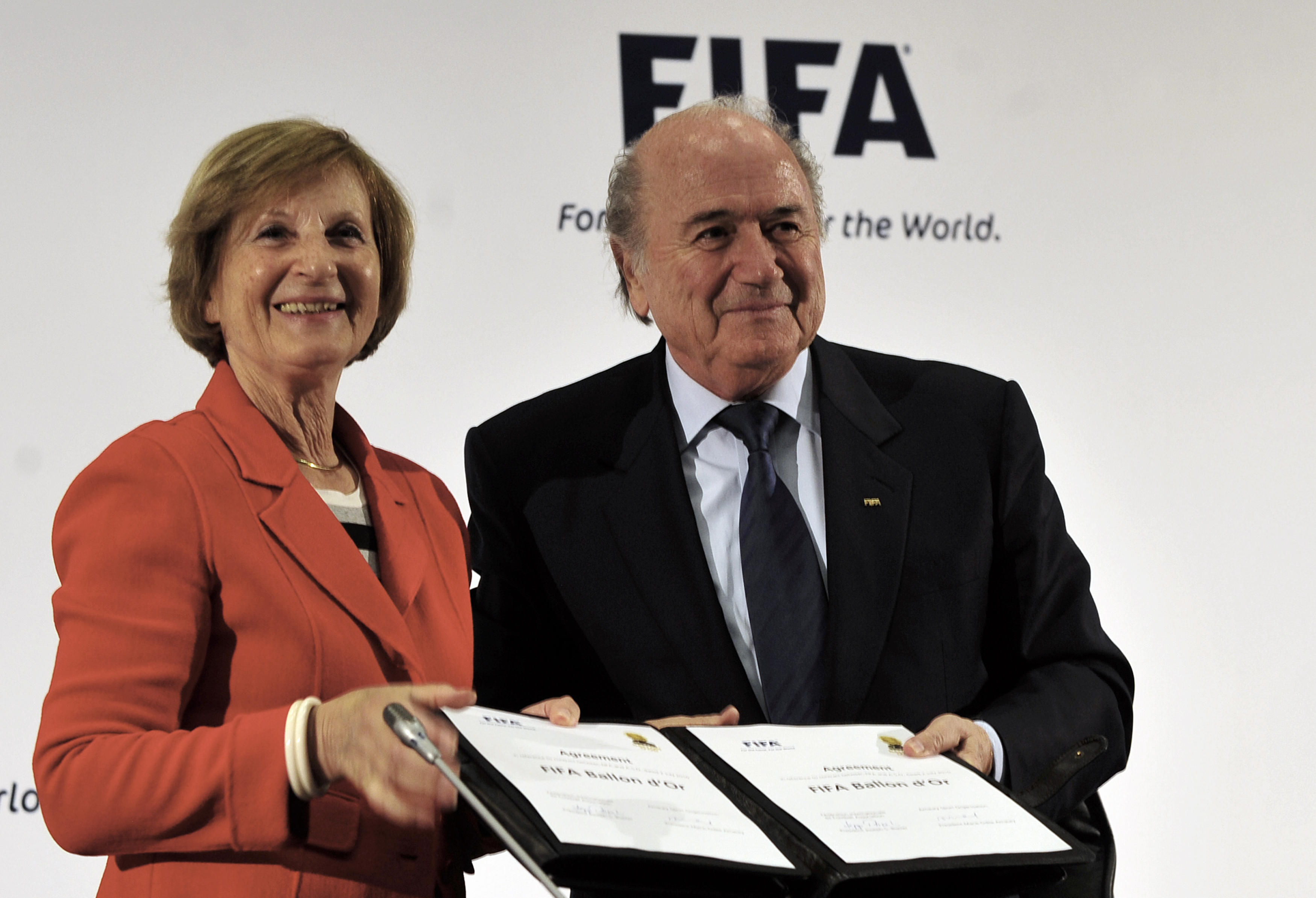
《法國足球》主編阿莫利與國際足協主席白禮達於2010年7月在约翰内斯堡展示建立国际足联金球奖的文本

国际足联金球奖（FIFA Ballon d'Or）為2010至2015年年度的足球獎項，頒發予上一年度世界表現最傑出的足球運動員，由世界最具代表性的兩個個人獎項：国际足联年度最佳球员及金球獎合併而成。獎項由各國國家足球隊的教練及隊長，以至全球的記者聯合選出年度世界最佳足球員。
這個獎項於2010年在國際足協主辦的国际足联年度最佳球员與《法國足球》主辦的金球獎合併後首次舉行。首屆頒獎典禮於2011年1月10日舉行。
該獎項因國際足總與《法國足球》解除六年合作關係而停辦，現由國際足總最佳男子球員及金球獎取代。

## 历年获奖记录
| 年度 | 世界足球先生    |
| ---- | --------------- |
| 2010 | 梅西            |
| 2011 | 梅西            |
| 2012 | 梅西            |
| 2013 | 基斯坦奴·朗拿度 |
| 2014 | 基斯坦奴·朗拿度 |
| 2015 | 梅西            |

## 外部連結
维基共享资源上的相關多媒體資源：国际足联金球奖